# Tabasco (staat)
Tabasco is een staat in het zuiden van Mexico. Het heeft een oppervlakte van 25.267 km² en 2.402.598 inwoners (2020). Tabasco grenst aan de staten Veracruz, Chiapas en Campeche en aan het departement El Petén van Guatemala. Ten noorden van de staat ligt de Golf van Mexico. De hoofdstad is Villahermosa.
Het grootste deel van de staat wordt ingenomen door de delta van de Grijalva. De belangrijkste inkomstenbron is de winning van aardolie. De saus op basis van rode pepers, Tabasco, is genoemd naar deze staat omdat de rode pepers er oorspronkelijk vandaan kwamen.

## Geschiedenis
In de precolumbiaanse periode ontstond in het tweede millennium voor Christus de cultuur van de Olmeken in Tabasco, een van de oudste culturen van het oude Amerika. Een van de belangrijkste Olmeekse centra was La Venta, in het westen van Tabasco. Na het verdwijnen van de Olmeekse cultuur kort voor het begin van de jaartelling kwam Tabasco onder de invloed van de Maya's, die onder anderen Comalcalco bouwden, en de Zoque. Juan de Grijalva was in 1518 de eerste Europeaan die het gebied aandeed. Ook Hernán Cortés deed Tabasco aan, en het was hier waar hij in 1519 La Malinche ontmoette. In 1525 werd Tabasco door Cortés en Juan de Vallecillo onderworpen. Tijdens de koloniale periode werd Tabasco bestuurd vanuit Yucatán, na de proclamatie van de republiek in 1824 werd Tabasco een eigen staat.
Een opvallende figuur uit de moderne geschiedenis van Tabasco is de radicaal anti-katholieke gouverneur Tomás Garrido Canabal. Pas in de jaren 50 werd Tabasco voor het eerst door middel van een verharde weg met de rest van Mexico verbonden. In deze tijd begon ook de groei van de oliewinning in de deelstaat.
In de herfst van 2007 werd Tabasco getroffen door zware overstromingen.

## Gemeenten
Tabasco bestaat uit 17 gemeenten, zie lijst van gemeenten van Tabasco.

## Afkomstig uit Tabasco
- Andrés Manuel López Obrador (1953), president van Mexico (2018-2024)